# Liste der Bodendenkmale in Bösenbrunn
In der Liste der Bodendenkmale in Bösenbrunn sind die Bodendenkmale der Gemeinde Bösenbrunn und ihrer Ortsteile nach dem Stand der Auflistung von Volkmar Geupel aus dem Jahr 1983 aufgelistet. Eventuelle Änderungen und Ergänzungen, insbesondere aus der Zeit nach der Wende, sind nicht berücksichtigt, da für Sachsen aktuell keine neueren allgemein zugänglichen Bodendenkmallisten vorliegen. Die Baudenkmale sind in der Liste der Kulturdenkmale in Bösenbrunn aufgeführt.
| Denkmal-ID | Fundart            | Ortsteil        | Bezeichnung                                 | Zeitstellung | Lage                           | Bemerkungen | Bild |
| ---------- | ------------------ | --------------- | ------------------------------------------- | ------------ | ------------------------------ | --- | ---- |
| ?          | Befestigung > Burg | Bobenneukirchen | Wasserburg „Grottensee“, „Wohlinsel“, „Wol“ | Mittelalter  | Ortsmitte, westlich der Kirche | runde Niederungsburg mit umlaufendem wasserführendem Graben und flachem Außenwall im Osten, Schutz seit 15. Oktober 1959 |      |